# گرانش‌سنج

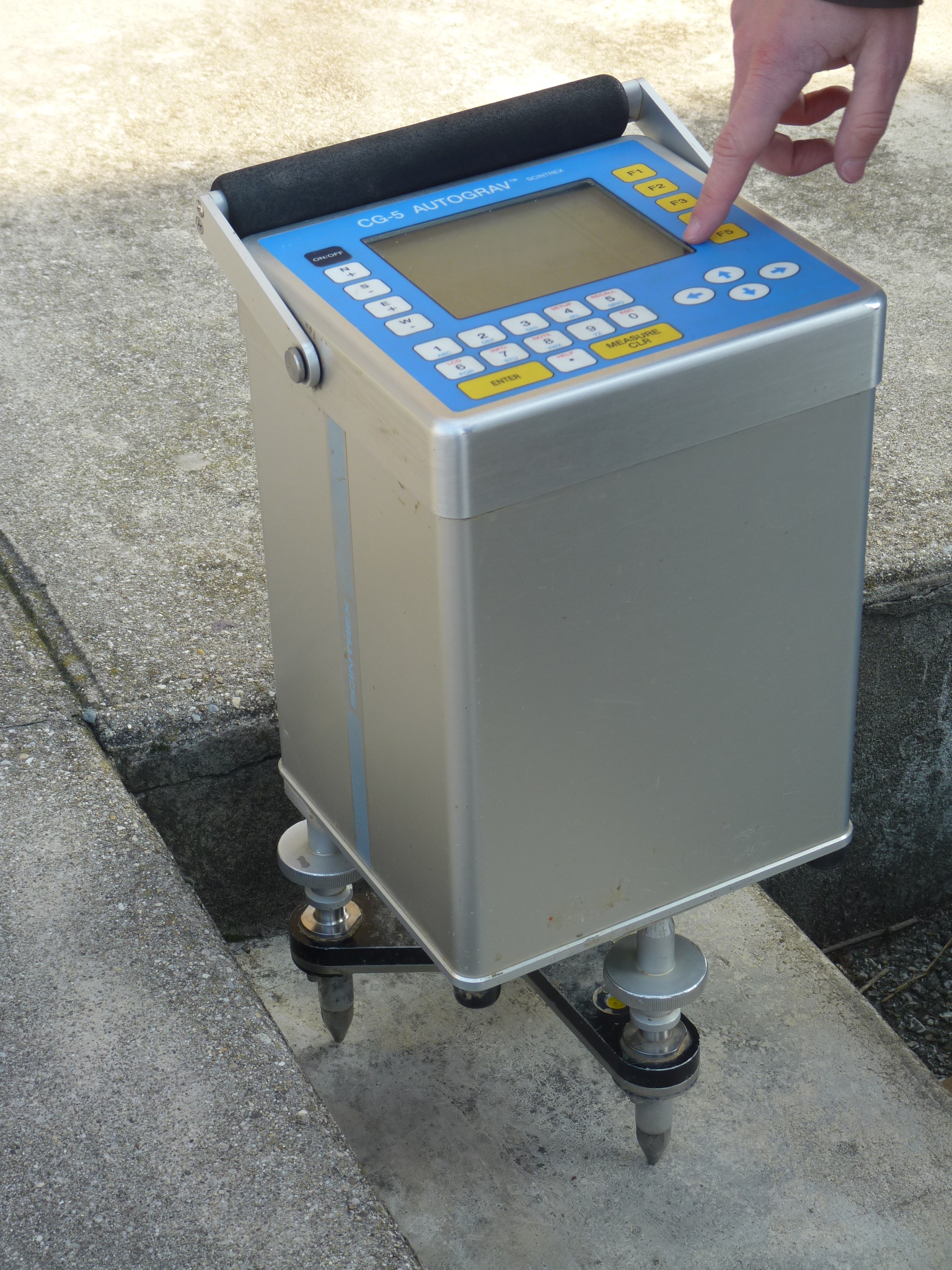
یک گرانش‌سنج خودکار در حال کار

گرانش‌سنج یا گراویمتر (به انگلیسی: Gravimeter) یک وسیله مورد استفاده در ثقل سنجی برای اندازه‌گیری میدان گرانشی محلی زمین است. گرانش سنج یک نوع شتاب سنج است. به ویژه برای اندازه‌گیری ثابت گرانش رو به پایین زمین استفاده می‌شود، که در کل سطح پوسته زمین به اندازه ۰٫۵٪ متغیر است.